# CAB Madeira
O Clube Amigos do Basquete Madeira, mais conhecido como CAB Madeira, é um clube profissional português de basquetebol, fundado em 1979 na cidade do Funchal, na Madeira, Portugal. Atualmente, o clube compete na primeira divisão da modalidade, tanto a formação masculina como feminina.

## Palmarés
Segundo informação disponível em fontes oficiais.

### Masculinos
- Taça de Portugal (1): 2010–11
- Taça da Liga Profissional (1): 2004–05

Juvenis
- Taça Nacional de sub-18 (2): 1999–00, 2005–06

### Femininos
- Liga Portuguesa (6): 1996–97, 1998–99, 2000–01, 2002–03, 2004–05, 2005–06
- Taça de Portugal (7): 1995–96, 1998–99, 1999–00, 2005–06, 2006–07, 2013–14, 2014–15
- Taça da Liga Portuguesa (3): 2009–10, 2012–13, 2014–15
- Taça Vitor Hugo (3): 2007–08, 2008–09, 2016–17
- Supertaça Portuguesa (7): 1995–96, 1996–97, 1999–00, 2003–04, 2006–07, 2007–08, 2014–15

Juvenis
- Liga Portuguesa de sub-16 (2): 2004–05, 2005–06
- Liga Portuguesa de sub-14 (3): 2005–06, 2011–12, 2016–17
- Taça Nacional de sub-19 (4): 1997–98, 1998–99, 2003–04, 2005–06
- Taça Nacional de sub-16 (4): 1997–98, 2001–02, 2003–04, 2015–16

## Jogadores notáveis
- Milos Babic (2001–02)
- Branko Djipalo (2006–08)
- Nate Johnston (2003–04)
- Bobby Joe Hatton (2004–05)
- Walter Jeklin (2005–06)